# Campeonato navarro del Cuatro y Medio 2006
La VIII edición del Campeonato navarro del Cuatro y Medio, competición de pelota vasca en la variante de pelota mano profesional de primera categoría, se disputó en el año 2006. Fue organizada conjuntamente por Asegarce y ASPE, las dos principales empresas dentro del ámbito profesional de la pelota mano.
En esta edición no hubo excesivas sorpresas y la final la disputaron los grandes favoritos, Martínez de Irujo y Olaizola II, llevándose la txapela de campeón el primero de ellos. 

## Octavos de final
| Fecha    | Frontón y localidad  | Rojo      | Azul     | Tanteo |
| -------- | -------------------- | --------- | -------- | ------ |
| 18/06/06 | Aritzbatalde, Zarauz | Galarza V | Larralde | 22-18  |

## Cuartos de final
| Fecha    | Frontón y localidad  | Rojo          | Azul          | Tanteo        |
| -------- | -------------------- | ------------- | ------------- | ------------- |
| 17/06/06 | Aritzbatalde, Zarauz | Patxi Ruiz    | Bengoetxea VI | 20-22         |
| 25/06/06 |                      | Eugi (lesión) | Garlarza VI   | No se disputó |

## Semifinales
| Fecha    | Frontón y localidad  | Rojo              | Azul          | Tanteo |
| -------- | -------------------- | ----------------- | ------------- | ------ |
| 24/06/06 | Labrit, Pamplona     | Olaizola II       | Bengoetxea VI | 22-06  |
| 02/07/06 | Aritzbatalde, Zarauz | Martínez de Irujo | Garlaza VI    | 22-19  |

## Final
| Fecha    | Frontón y localidad | Rojo        | Azul              | Tanteo |
| -------- | ------------------- | ----------- | ----------------- | ------ |
| 07/07/06 | Labrit, Pamplona    | Olaizola II | Martínez de Irujo | 15-22  |

- Datos: Q8261115